# Novello Novelli
Novello Novelli, all'anagrafe Novellantonio Novelli (Poggibonsi, 2 marzo 1930 – Poggibonsi, 9 gennaio 2018), è stato un attore e impresario teatrale italiano.

## Biografia
Dopo un'occupazione come geometra, si dedicò allo spettacolo in qualità di impresario dei fratelli Mario e Pippo Santonastaso, coi quali girò tutta Italia.
Debuttò come attore cinematografico negli anni ottanta dopo una lunga presenza all'interno del Teatro Metastasio, lavorando, prevalentemente come caratterista, con i corregionali Alessandro Benvenuti, Francesco Nuti, Athina Cenci, Leonardo Pieraccioni, Massimo Ceccherini e Alessandro Paci. Affiancò in Amami (1992), l'attrice protagonista Moana Pozzi (i due interpretavano i ruoli di padre e figlia).
Era uno dei soci fondatori della Fondazione dei Maledetti Toscani, oltre che allenatore dell'omonima squadra di calcio.
Morì a Poggibonsi, sua città natale, il 9 gennaio 2018, all'età di 87 anni.

## Filmografia

### Cinema
- Ad ovest di Paperino, regia di Alessandro Benvenuti (1981)
- Madonna che silenzio c'è stasera, regia di Maurizio Ponzi (1982)
- Io, Chiara e lo Scuro, regia di Maurizio Ponzi (1983)
- Son contento, regia di Maurizio Ponzi (1983)
- Casablanca, Casablanca, regia di Francesco Nuti (1985)
- Tutta colpa del paradiso, regia di Francesco Nuti (1985)
- Stregati, regia di Francesco Nuti (1986)
- Noi uomini duri, regia di Maurizio Ponzi (1987)
- Maramao, regia di Giovanni Veronesi (1987)
- Caruso Pascoski di padre polacco, regia di Francesco Nuti (1988)
- Piccole stelle, regia di Nicola Di Francescantonio (1988)
- Delitti e profumi, regia di Vittorio De Sisti (1988)
- Musica per vecchi animali, regia di Umberto Angelucci e Stefano Benni (1989)
- Willy Signori e vengo da lontano, regia di Francesco Nuti (1989)
- Benvenuti in casa Gori, regia di Alessandro Benvenuti (1990)
- Zitti e mosca, regia di Alessandro Benvenuti (1991)
- Allullo drom - L'anima zingara, regia di Tonino Zangardi (1992)
- Amami, regia di Bruno Colella (1993)
- Bonus Malus, regia di Vito Zagarrio (1993)
- Caino e Caino, regia di Alessandro Benvenuti (1993)
- Miracolo italiano, regia di Enrico Oldoini (1994)
- OcchioPinocchio, regia di Francesco Nuti (1994)
- Cari fottutissimi amici, regia di Mario Monicelli (1994)
- Noce di cocco, regia di Marco Frosini (1995)
- Albergo Roma, regia di Ugo Chiti (1996)
- Ritorno a casa Gori, regia di Alessandro Benvenuti (1996)
- Gli inaffidabili, regia di Jerry Calà (1997)
- Il signor Quindicipalle, regia di Francesco Nuti (1998)
- I volontari, regia di Domenico Costanzo (1998)
- Io amo Andrea, regia di Francesco Nuti (2000)
- Un altr'anno e poi cresco, regia di Federico Di Cicilia (2001)
- La mia vita a stelle e strisce, regia di Massimo Ceccherini (2003)
- La mia squadra del cuore, regia di Domenico Costanzo e Giuseppe Ferlito (2003)
- Cenci in Cina, regia di Marco Limberti (2009)
- Ridere fino a volare, regia di Adamo Antonacci (2012)
- Una vita in gioco, regia di Fabio Quatela (2012)
- Sarebbe stato facile, regia di Graziano Salvadori (2013)
- Uscio e bottega, regia di Marco Daffra (2014)

### Televisione
- Cuore in gola – film TV (1988)
- Un commissario a Roma – serie TV, 1 episodio (1993)
- L'ombra della sera, regia di Cinzia TH Torrini – film TV (1994)
- Questa casa non è un albergo – serie TV (2000)
- Giornalisti – serie TV (2000)
- Non ho l'età – film TV (2001)
- Non ho l'età 2 – film TV (2002)
- Valeria medico legale – serie TV, 1 episodio (2002)
- Ma il portiere non c'è mai? – miniserie TV (2002)
- Don Matteo – serie TV, episodio 3x02 (2002)
- Un posto tranquillo – serie TV (2005)
- Carabinieri – serie TV  2 episodi (2005-2007)
- I Cesaroni – serie TV, episodi 1x04-1x08 (2006)